# Campionato mondiale femminile di pallavolo 2002
Il campionato mondiale femminile di pallavolo 2002 si è svolto dal 30 agosto al 15 settembre a Berlino, Brema, Dresda, Lipsia, Münster, Riesa, Schwerin e Stoccarda, in Germania: al torneo hanno partecipato ventiquattro squadre nazionali e la vittoria finale è andata per la prima volta all'Italia.

## Impianti
|                                                                         |                                                                                     |                                                                           |                                                                                    |
|                                                                         |                                                                                     |                                                                           |                                                                                    |
| AWD-Dome Città: Brema Capienza: 15 000 Anno d'apertura: 1961            | Sport-Kongresshalle Città: Schwerin Capienza: 8 120 Anno d'apertura: 1962           | Max-Schmeling-Halle Città: Berlino Capienza: 10 000 Anno d'apertura: 1996 | SachsenARENA Città: Riesa Capienza: non pervenuta Anno d'apertura: non pervenuta   |
|                                                                         |                                                                                     |                                                                           |                                                                                    |
| Halle Münsterland Città: Münster Capienza: 20 000 Anno d'apertura: 1926 | Hanns-Martin-Schleyer-Halle Città: Stoccarda Capienza: 15 000 Anno d'apertura: 1983 | Mehrzwechsporthalle Città: Lipsia Capienza: 12 000 Anno d'apertura: 2002  | Mehrzwechalle Città: Dresda Capienza: non pervenuta Anno d'apertura: non pervenuta |

## Squadre partecipanti
| - Argentina - Australia - Brasile - Bulgaria - Canada - Cina | - Corea del Sud - Cuba - Egitto - Germania - Giappone - Grecia | - Kenya - Italia - Messico - Paesi Bassi - Polonia - Porto Rico | - Rep. Ceca - Rep. Dominicana - Romania - Russia - Stati Uniti - Thailandia |

## Gironi
| Gruppo A                                            | Gruppo B                                             | Gruppo C                                                      | Gruppo D                                         |
| --------------------------------------------------- | ---------------------------------------------------- | ------------------------------------------------------------- | ------------------------------------------------ |
| Bulgaria Germania Giappone Italia Messico Rep. Ceca | Canada Corea del Sud Cuba Egitto Paesi Bassi Romania | Argentina Kenya Porto Rico Rep. Dominicana Russia Stati Uniti | Australia Brasile Cina Grecia Polonia Thailandia |

## Fase finale

### Finali 1º e 3º posto
|  | Quarti        | Quarti      |             |      | Semifinale | Semifinale |  |  | Finale | Finale |
|  |               |             |             |      |            |            |  |  |        |        |
|  |               |             |             |      |            |            |  |  |        |        |
|  |               |             |             |      |            |            |  |  |        |        |
|  | Russia        | 3           |             |      |            |            |  |  |        |        |
|  | Russia        | 3           |             |      |            |            |  |  |        |        |
|  | Bulgaria      | 0           |             |      |            |            |  |  |        |        |
|  | Bulgaria      | 0           | Russia      | 2    |            |            |  |  |        |        |
|  |               |             | Russia      | 2    |            |            |  |  |        |        |
|  |               | Stati Uniti | 3           |      |            |            |  |  |        |        |
|  | Stati Uniti   | Stati Uniti | 3           | 3    |            |            |  |  |        |        |
|  | Stati Uniti   |             |             | 3    |            |            |  |  |        |        |
|  | Cuba          | 0           |             |      |            |            |  |  |        |        |
|  | Cuba          | 0           | Stati Uniti | 2    |            |            |  |  |        |        |
|  |               |             | Stati Uniti | 2    |            |            |  |  |        |        |
|  |               | Italia      | 3           |      |            |            |  |  |        |        |
|  | Corea del Sud | Italia      | 3           | 0    |            |            |  |  |        |        |
|  | Corea del Sud |             |             | 0    |            |            |  |  |        |        |
|  | Italia        | 3           |             |      |            |            |  |  |        |        |
|  | Italia        | 3           | Italia      | 3    | 3º posto   | 3º posto   |  |  |        |        |
|  |               |             | Italia      | 3    | 3º posto   | 3º posto   |  |  |        |        |
|  |               | Cina        | 1           |      |            |            |  |  |        |        |
|  | Cina          | Cina        | 1           | 3    | Russia     | 3          |  |  |        |        |
|  | Cina          |             |             | 3    | Russia     | 3          |  |  |        |        |
|  | Brasile       | 2           |             | Cina | 1          |            |  |  |        |        |
|  | Brasile       | 2           |             |      | 1          |            |  |  |        |        |
|  |               |             |             |      |            |            |  |  |        |        |
|  |               |             |             |      |            |            |  |  |        |        |

### Finali 5º e 7º posto
|  | 5º posto - 8º posto | 5º posto - 8º posto | 5º posto - 8º posto |               |      | 5º posto | 5º posto | 5º posto |  |
|  |                     |                     |                     |               |      |          |          |          |  |
|  | Bulgaria            | Bulgaria            | 2                   |               |      |          |          |          |  |
|  | Bulgaria            | Bulgaria            | 2                   |               |      |          |          |          |  |
|  | Cuba                | Cuba                | 3                   |               |      |          |          |          |  |
|  | Cuba                | Cuba                | 3                   |               | Cuba | Cuba     | 3        |          |  |
|  |                     |                     |                     |               | Cuba | Cuba     | 3        |          |  |
|  |                     |                     | Corea del Sud       | Corea del Sud | 2    |          |          |          |  |
|  | Corea del Sud       | Corea del Sud       | Corea del Sud       | Corea del Sud | 2    | 3        |          |          |  |
|  | Corea del Sud       | Corea del Sud       |                     |               |      | 3        |          |          |  |
|  | Brasile             | Brasile             | 2                   |               |      | 7º posto | 7º posto | 7º posto |  |
|  | Brasile             | Brasile             | 2                   |               |      |          |          |          |  |
|  |                     |                     |                     |               |      |          |          |          |  |
|  |                     |                     |                     |               |      | Bulgaria | Bulgaria | 0        |  |
|  |                     |                     |                     |               |      | Bulgaria | Bulgaria | 0        |  |
|  |                     |                     |                     |               |      | Brasile  | Brasile  | 3        |  |

## Podio

### Campione
Formazione: 2 Rinieri, 3 Togut, 4 Leggeri, 5 Anzanello, 10 Paggi, 11 Mifkova, 12 Piccinini, 13 Sangiuliano, 14 Lo Bianco, 15 Borrelli, 16 Mello, 17 Cardullo, CT: Bonitta

### Secondo posto
Formazione: 1 Phipps, 2 Scott, 3 Haneef, 5 Sykora, 6 Bachman, 7 Bown, 8 Fitzgerald, 12 Flynn, 13 Cross, 15 Tom, 16 Noriega, 18 Meendering, CT: Yoshida

### Terzo posto
Formazione: 1 Gorškova, 3 Belikova, 4 Batuchtina, 6 Godina, 7 Safronova, 8 Artamonova, 9 Tiščenko, 11 Gamova, 12 Gračëva, 14 Plotnikova, 15 Gur'eva, 17 Čukanova, CT: Karpol'

## Classifica finale
| Classifica | Squadre         |
| ---------- | --------------- |
|            | Italia          |
|            | Stati Uniti     |
|            | Russia          |
| 4          | Cina            |
| 5          | Cuba            |
| 6          | Corea del Sud   |
| 7          | Brasile         |
| 8          | Bulgaria        |
| 9          | Paesi Bassi     |
| 10         | Germania        |
| 11         | Grecia          |
| 12         | Porto Rico      |
| 13         | Rep. Dominicana |
| 14         | Giappone        |
| 15         | Polonia         |
| 16         | Romania         |
| 17         | Argentina       |
| 18         | Canada          |
| 19         | Rep. Ceca       |
| 20         | Thailandia      |
| 21         | Australia       |
| 22         | Egitto          |
| 23         | Kenya           |
| 24         | Messico         |